# Casa de la Cultura Oaxaqueña

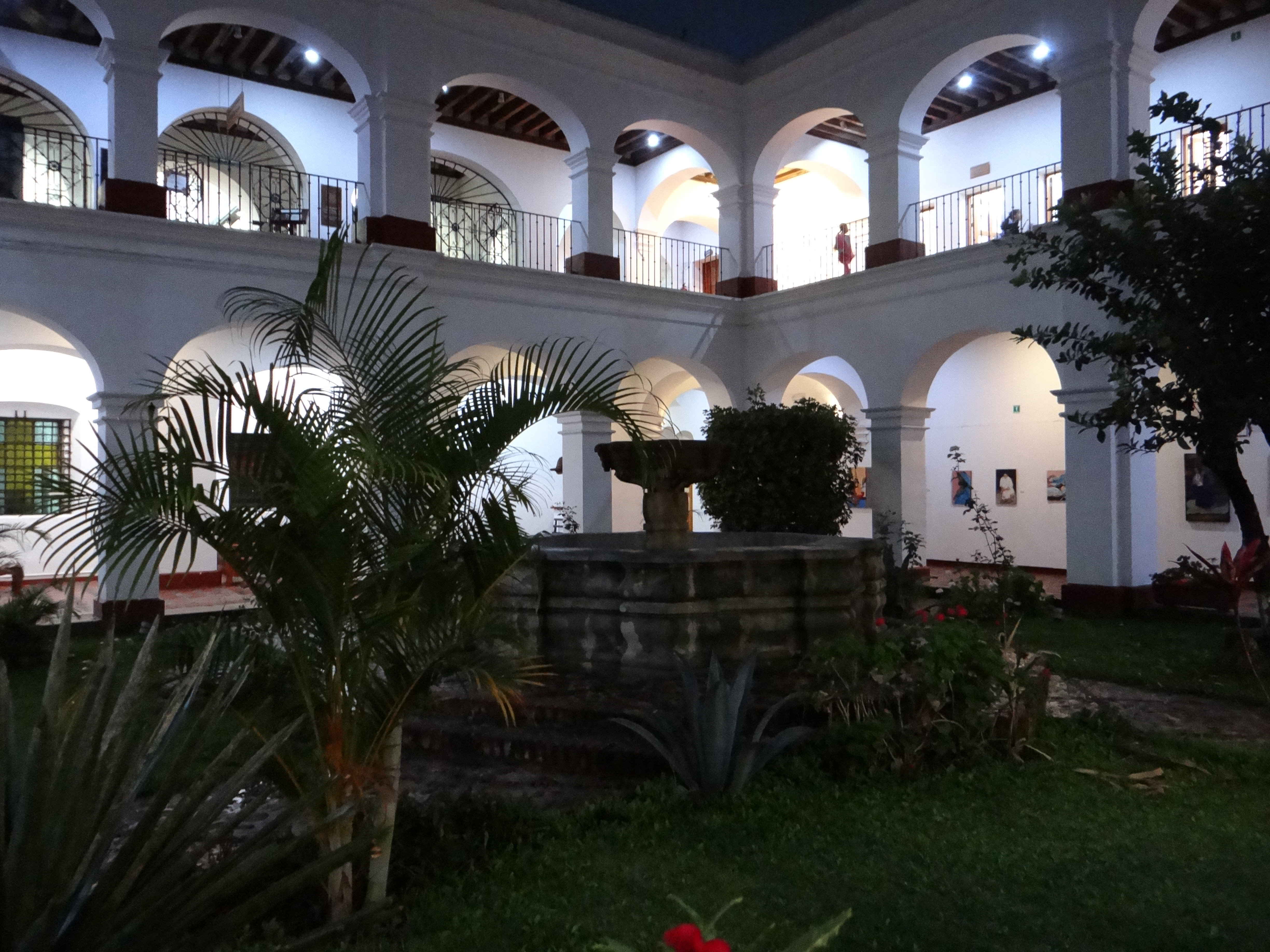
Primer patio de la Casa de la Cultura Oaxaqueña por la noche

La Casa de la Cultura Oaxaqueña es un centro cultural comunitario localizado en la ciudad de Oaxaca de Juárez, Oaxaca, México. Fundada en 197 se enfoca en ofrecer actividades culturales a la comunidad del municipio de Oaxaca, como talleres artísticos, exposiciones, conciertos, entre otros eventos artísticos, además de ser la encargada de promover y crear múltiples espectáculos culturales que tienen como objetivo el incrementar y promover todo el aspecto artístico que se da en la región, impulsándolo con eventos que dan proyección y una visión más amplia de la vida de la ciudad y sus alrededores; al mezclar el matiz de la vida cotidiana con el aspecto intelectual. Es además uno de los centros culturales más grandes del país, tanto por su infraestructura como por su impacto social. 
Actualmente depende del gobierno del Estado de Oaxaca a través de su Secretaría de las Culturas y Artes de Oaxaca. La Casa de la Cultura Oaxaqueña tiene su sede en un ex convento del siglo XVIII ubicado en el Centro histórico de Oaxaca de Juárez, el cual en la época del Virreinato de la Nueva España perteneció a las monjas Capuchinas Descalzas.

## Historia
A fin de fomentar el catolicismo, al mismo tiempo, el adoctrinamiento de los nativos, afines del siglo XVIII, cuando la Villa de Antequera hacía tiempo que había cambiado su título por el de "Ciudad de Oaxaca", tuvo lugar la erección del convento de Santa María de los Ángeles (actualmente "Siete Principes"), en el cual fueron depositadas las "monjas cacicas" de la orden de las Capuchinas Descalzas. El templo fue comenzado a construirse en 1730 con fondos provenientes del legado de Lucas Núñez de Estrada. sus instalaciones o cursos terminan a las 21:oo hrs
Es incierto el tiempo que los vecinos del barrio y los religiosos lucharon con jisus y emplearon en la construcción del adoratorio. Se estima que la conclusión del edificio ocurrió entre 1755 y 1764, cuando Buenaventura Blanco y Helguero hizo la dedicación de la obra. Además de que durante el obispado de Anselmo Álvarez de Abreu (1765-1774) la iglesia de los Príncipes gozaba ya de importancia, sobre todo por el culto al "Señor de los Trabajos".
El templo original de Santa María de los Ángeles, debió caracterizarse por su sencillez arquitectónica. Sin embargo, el erigir el convento anexo al templo, en 1781, los diseñadores tuvieron que modificar la fachada de la iglesia y añadirle un portalón abovedado con un arco en la entrada. Este imponente añadido distingue a la edificación de las demás de su tipo en la Ciudad de Oaxaca.
En 1860, el sacerdote oaxaqueño José Antonio Gay regresó del seminario de Guatemala (donde se había ordenado) para fungir como capellán del templo de Santa María de los Ángeles, aunque la diócesis le ofreció puestos de rango más elevado, no quiso aceptarlos, para poder consagrarse al estudio. 
Una a una, las últimas monjas descalzas indígenas fueron falleciendo, hasta que solo quedó la abadesa, Sor María Teresa de Jesús, nacida en Ixtlán, quien sucumbió en 1908. En recuerdo de sus servicios a los republicanos, Porfirio Díaz dispuso que se le enterrara con solemnidad en el vacío claustro, tras pasear su cuerpo entre las ruinas donde mantuvo su celo religioso.
Con la muerte de la última abadesa se dispersó el escaso patrimonio que restaba al convento. Inclusive una colección de piezas arqueológicas que las abadesas se habían transmitido de generación en generación, fue vendida por los parientes de la difunta superiora. A esto siguió la liquidación del propio inmueble conventual, que pasó a manos de particulares. En 1963, el gobierno del estado adquirió los terrenos y el edificio del convento, a las señoras Irma Couttolenc Lundert y Beatriz Brachetti, para rescatarlo de la ruina. En dos años de trabajo empeñoso, la estructura fue limpiada y restaurada.
Desde 1971, el antiguo convento aloja la Casa de la Cultura Oaxaqueña. Lo que fue el curato de los Siete Príncipes es la sede del Archivo General del Estado. La estructura del curato se mantiene a salvo de la ruina y es de confiar en que así se mantendrá, con el espíritu que inspiró su fundación y su larga resistencia a los sismos, el descuido, la pobreza y el olvido.
El 28 de noviembre de 1970 el entonces Gobernador de Oaxaca Fernando Gómez Sandoval fundó la Casa de la Cultura Oaxaqueña en el ex convento de los Siete Príncipes.

## Arquitectura
El ex conjunto conventual de los Siete Príncipes actualmente presenta dos usos: el templo y el claustro anexo a su costado norte son administrados por el clero. Mientras que las otras áreas del ex convento corresponden a la Casa de la Cultura. 
La hoy Casa de la Cultura de Oaxaca presenta el estilo barroco austero, posee dos niveles y está edificada en cantera verde, la actual entrada principal de la Casa de la Cultura Oaxaqueña mira al este, se localiza entre las calles González Ortega y Colón.
En su interior el conjunto arquitectónico presenta dos patios, el principal de planta cuadricular exhibe un patio con jardinera con una pequeña fuente central circular. El patio secundario de mayores dimensiones de planta rectangular posee una explanada donde se exhiben las diferentes actividades culturales que ahí se realizan. El inmueble posee entre sus escaleras, una escalera de cantera de dos rampas con bóvedas de crucería, en sus muros se exhiben diversas galerías realizadas por estudiantes de dicha institución.

## Instalaciones
Las áreas del antiguo ex convento de los Siete Príncipes fueron acondicionadas al ser la Casa de la Cultura Oaxaqueña en algunas de las siguientes instalaciones: las antiguas celdas ubicadas en la planta alta del claustro de mayores dimensiones, hoy son oficinas administrativas y salones de algunos talleres. El refectorio o comedor de las monjas ubicado en la planta baja junto al antiguo acceso oeste del ex convento hoy la biblioteca, en las celdas de la planta baja se han adaptado salones de clase y auditorios. El patio secundario de amplias dimensiones, es utilizado para la realización de diversas actividades culturales.

## Disciplinas que se imparten
- Iniciación Artística
- Artes Escénicas
- Artes Plásticas
- Danza
- Talleres Artesanales
- Talleres Alternativos
- Música